# Wieża zegarowa w Podgoricy
Wieża zegarowa w Podgoricy – wieża zegarowa z 1667 roku w Podgoricy w Czarnogórze, w dzielnicy Stara Varoš.
16-metrową wieżę zegarową zbudował w 1667 roku Hadżi Pasza Osmanagić. Według legendy zegar wieży został sprowadzony z Włoch i przez długi czas pozostawał jedynym publicznym źródłem dokładnego czasu w mieście. Dzwon na wieży rozbrzmiewał co pół godziny, a jego dźwięk rozchodził się na wiele kilometrów. W styczniu 2012 roku stary mechanizm zegarowy został zastąpiony nowym cyfrowym. W 1890 roku na szczycie wieży wzniesiono metalowy krzyż, który wykonał mistrz Stefan Radović. Podczas remontu wieży w 2017 krzyż został usunięty. Wieża przetrwała bombardowanie Podgoricy w czasie II wojny światowej.

## Remont wieży
W 2017 roku został przeprowadzony remont wieży, który sfinansowała Turecka Agencja Współpracy Międzynarodowej i Koordynacji -Tika. Na wieży ma być dostępny taras widokowy. 